# 周儀
周儀（1446年—？），字熙模，直隸蘇州府嘉定縣人，民籍，明朝政治人物。進士出身。

## 生平
早年出身國子生，成化四年（1468年）戊子科應天鄉試第二十名舉人。成化十一年（1475年）乙未科會試第二百五十名，殿試登進士第三甲第四十名。

## 家族
曾祖父周文達。祖父周大用。父亲周士行，曾任教諭。